# Пико, Андрес

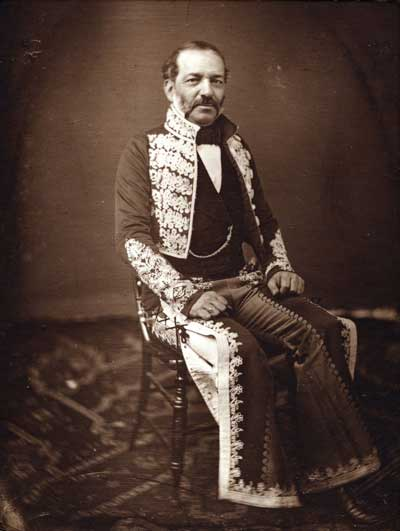

Андрес Пико (18 ноября 1810 — 14 февраля 1876) — влиятельный калифорниец XIX века мексиканского происхождения.
В 1845 году Андрес Пико и Хуан Мансо получили девятилетний арендный договор на долину Сан-Фернандо. Пико руководил ранчо около Лос-Анджелеса, на котором выращивался крупный рогатый скот.
Во время Американо-мексиканской войны Пико командовал мексиканскими силами в Калифорнии и был губернатором Верхней Калифорнии, противостоя американскому временному правительству. В 1846 году Пико осуществил успешную атаку на силы под командованием американского генерала Стивена Карни возле городка Сан-Паскуаль (битва при Сан-Паскуале). Однако, не имея достаточных сил противостоять американцам и под страхом того, что Карни может расстрелять его, 13 января 1847 года Пико с американским офицером Джоном Фримонтом подписал Кауенгский договор, положивший конец войне в Калифорнии.
После того как Калифорния стала штатом США, Пико остался там и сохранил свои земельные владения, и позже (в 1860—1861 годах) занимал пост сенатора от Калифорнии как представитель демократов и защитник рабства.
Андрес Пико был братом Пико Пико, предыдущего и последнего официально назначенного губернатора мексиканской Верхней Калифорнии. Андрес Пико никогда не был женат, но усыновил нескольких детей.

## Ранчеро
В 1845 году в соответствии с законом о секуляризации бывшей церковной собственности его старший брат, губернатор Пио Пико, предоставил Андресу Пико и его помощнику Хуану Мансо девятилетнюю аренду земель миссии Сан-Фернандо-Рей-де-Эспанья, которые охватывали почти всю долину Сан-Фернандо. В то время 35-летний владелец ранчо Андрес Пико жил в Пуэбло-де-Лос-Анджелес. Он пас скот на ранчо и использовал миссионерский комплекс как свою гасиенду. Он подарил Ромуло Пико Adobe своему сыну.
В 1846 году, чтобы собрать средства для мексиканско-американской войны, правительство Пио Пико продало земли секуляризованных миссий. Миссия Сан-Фернандо была продана Эулогио де Селису, который основал Ранчо Экс-Миссия Сан-Фернандо. Селис вернулся в Испанию, но его потомки остались в Калифорнии. В соответствии с условиями секуляризации в продажу не входили комплекс Миссии и его ближайшие окрестности, которые были зарезервированы для Дона Андреса. 

## В мексикано-американской войне
Во время мексикано-американской войны Андрес Пико командовал местными силами, Калифорнийскими уланами, в Альта-Калифорнии. В 1846 году Пико возглавил атаку на силы под командованием американского генерала Стивена Уоттса Кирни в ожесточенной, но безрезультатной битве при Сан-Паскуале. Его иногда путают со старшим братом Пио Пико, который в 1847 году был избран последним губернатором Альта-Калифорнии. 
13 января 1847 года в качестве исполняющего обязанности губернатора мексиканской Альта-Калифорнии (в то время как его брат находился в Мексике, собирая дополнительные деньги для борьбы с Соединенными Штатами) Андрес Пико лично обратился к командующему США подполковнику Джону К. Фремонту. Без единого выстрела Дон Андрес и Фремонт согласились с условиями прекращения огня в Кауэнге, неофициального соглашения, положившего конец войне в Калифорнии, в обмен на обещания защитить Калифорнию от злоупотреблений со стороны сил Фремонта. Фремонт согласился прекратить сжигать ранчо в Калифорнии и воровать лошадей и крупный рогатый скот; он и Андрес Пико стали друзьями. Прекращение огня было подтверждено Сан-Фернандоским договором, оформленным в миссии. 